# Linnaea floribunda

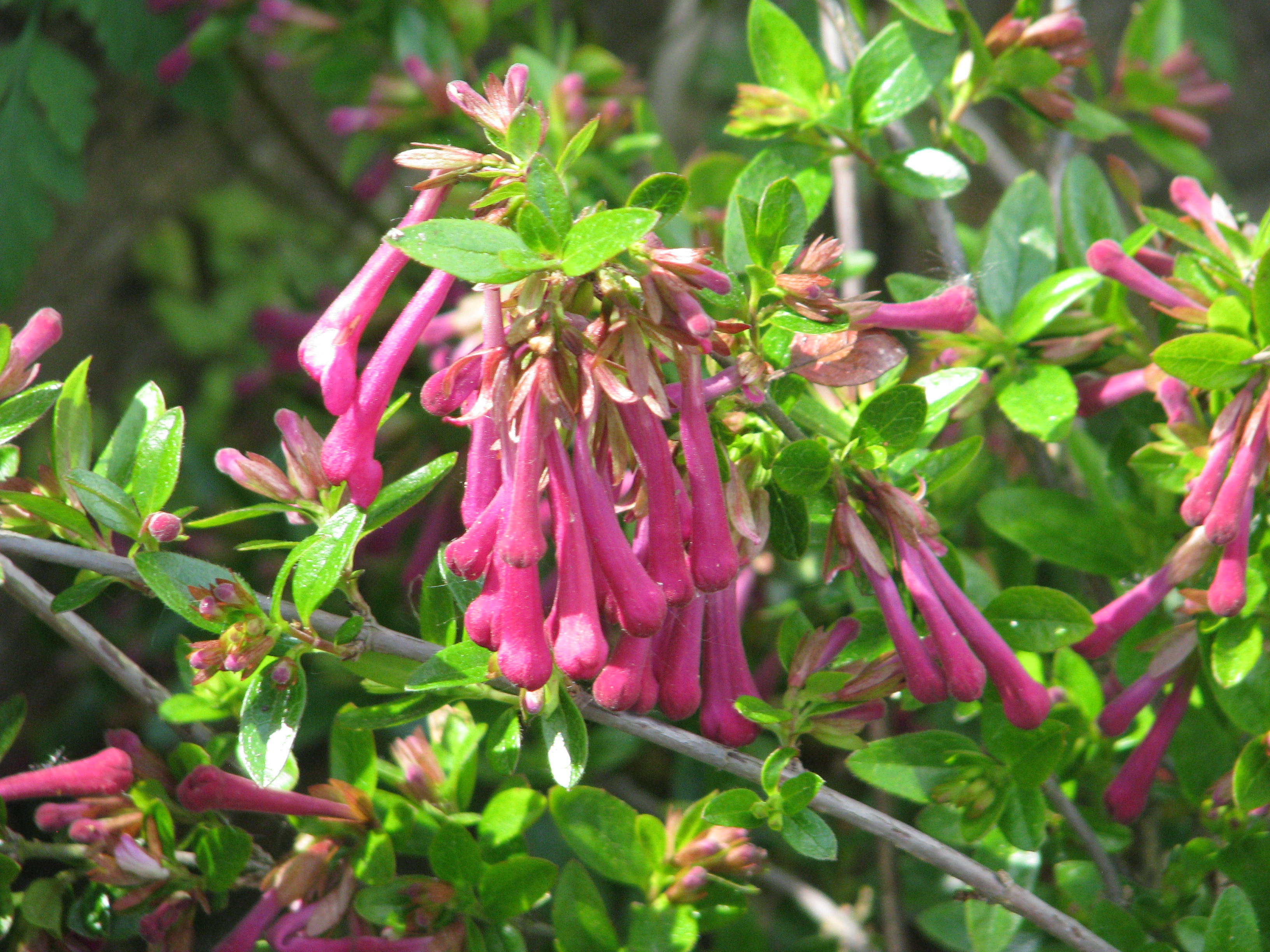
Vista de la planta

Linnaea floribunda, comúnmente conocida como abelia, es una especie de planta de la familia de las caprifoliáceas, nativa de México.

## Descripción, distribución y hábitat
Linnaea floribunda es un arbusto erecto de 50 a 150 cm de alto, ramificado, con tallos alargados. Presenta hojas opuestas ovadas de 14-20 mm de largo y 5 a 15 mm de ancho, pecioladas (hasta 3 mm), con ápice agudo a redondeado y margen con 5 o 6 dientes glandulares. La inflorescencia es axilar y consiste de varios pares de flores tubulares colgantes de color fucsia a bermejo. El fruto es una cápsula indehiscente hispídulo-glandular de unos 5 mm de largo.
Linnaea floribunda se distribuye por el centro-este y sur-sureste de México, por los estados de Chiapas, Oaxaca, Puebla y Veracruz. Es una especie ocasional en bosque mixto, entre los 2100 y los 3000 metros sobre el nivel del mar.

## Taxonomía
Linnaea floribunda fue descrita en 1872 por Alexander Karl Heinrich Braun y Wilhelm Vatke, sobre un basónimo de Joseph Decaisne, en Oesterreichische Botanische Zeitschrift 22: 291.

### Etimología
Linnaea: nombre genérico usado originalmente por el botánico neerlandés Johan Frederik Gronovius en honor a Carlos Linneo, padre de la taxonomía. En 1753, Linneo lo adoptó en su obra Species Plantarum para describir su especie favorita, Linnaea borealis.
floribunda: epíteto latino que significa "con muchas flores"

### Sinonimia
- Abelia floribunda (M.Martens & Galeotti) Decne.
- Abelia floribunda var. foliacea Villarreal
- Abelia hirsuta (M.Martens & Galeotti) Walp.
- Abelia speciosa Decne.
- Vesalea floribunda M.Martens & Galeotti
- Vesalea hirsuta M.Martens & Galeotti[3]

## Importancia económica y cultural

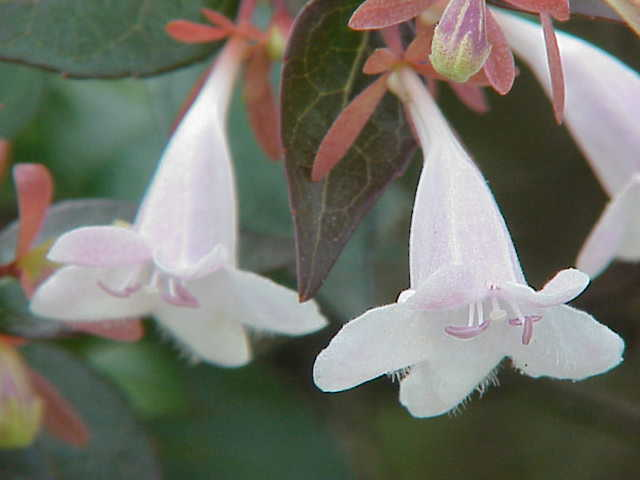
Forma cultivada de flores blancas

Como otras especies de su género, la abelia es apreciada como planta ornamental en jardinería, principalmente en zonas de clima templado. Es apreciada por la belleza de sus flores, que aparecen al inicio de la estación lluviosa y que proveen de alimento a diversos insectos nectarívoros. En el jardín, la abelia requiere una ubicación protegida del viento y con abundante luz natural, con suelos bien drenados y medianamente ricos. En invierno, tolera fases de hasta -10 °C, pero es menos resistente al frío que otras especies de su género. Algunas formas cultivadas tienen flores blancas y más ampliamente campanuladas (ver foto).